# 10839 Hufeland
10839 Hufeland (1994 GY9) là một tiểu hành tinh vành đai chính được phát hiện ngày 3 tháng 4 năm 1994 bởi F. Borngen ở Tautenburg. Nó được đặt tên cho nhà vật lý Đức Christoph Wilhelm Hufeland.